# Hassler-Expedition

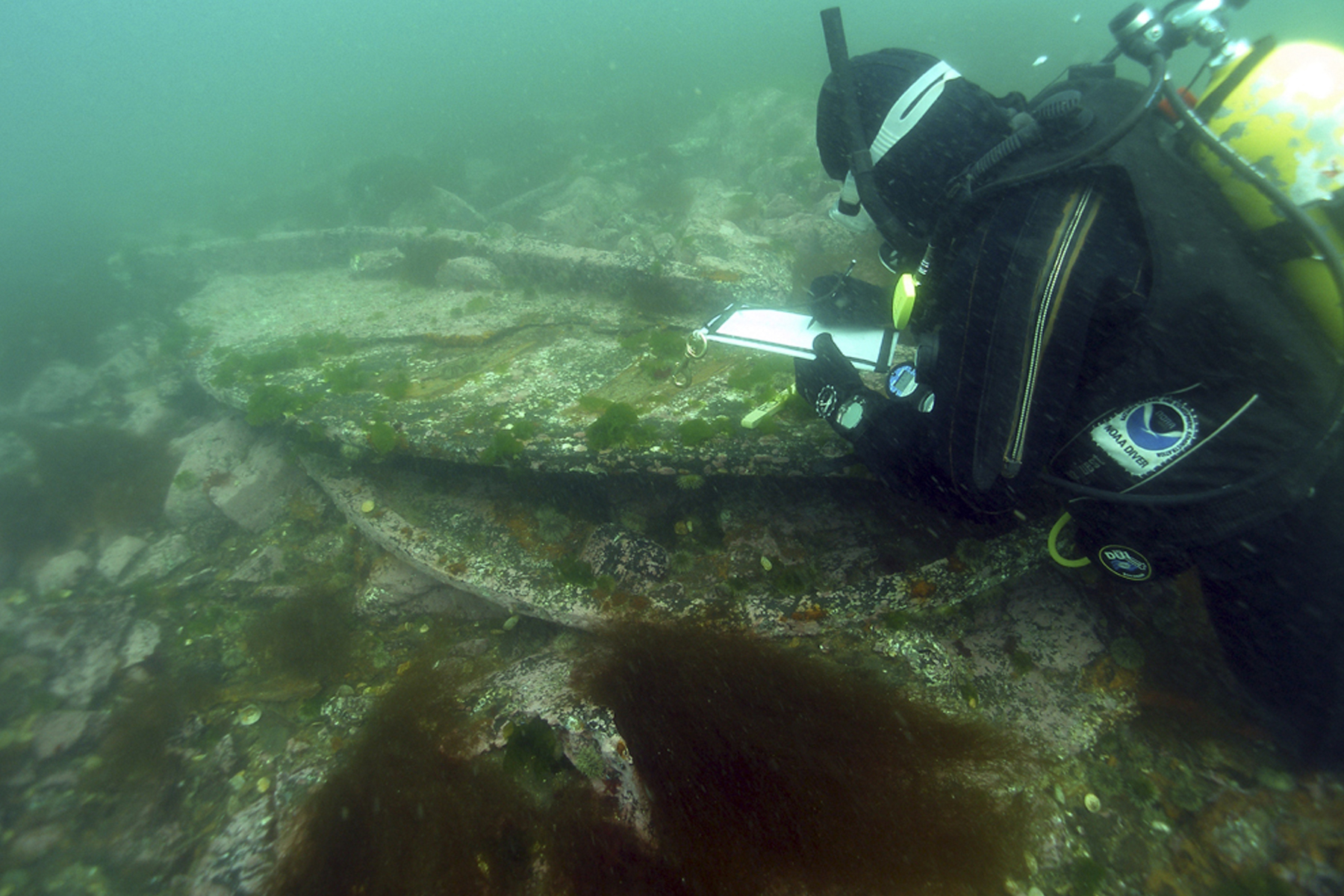
Bergung des Expeditionsschiffes Hassler in Alaska.

Die Hassler-Expedition (1871–1872, englisch Hassler Expedition) war eine US-amerikanische Ozean-Forschungsreise, die Aufschlüsse über die geologische, zoologische und physikalische Beschaffenheit der Küstenregionen der beiden amerikanischen Teilkontinente brachte. Die Expedition galt als eine der Vorläufer der modernen Meereskunde und legte den Grund für spätere Studienreisen, wie die Challenger-Expedition.
Der Dampfer Hassler (benannt nach Ferdinand Rudolph Hassler) stand unter Leitung des Kommandanten Philip Carrigan Johnson. Die wichtigsten wissenschaftlichen Arbeiten wurden von Louis Agassiz und Graf L. F. de Pourtalès ausgeführt. Das Schiff wurde nach der Expedition verkauft und sank 1898 in einem Sturm.

## Verlauf
Das Schiff verließ am 4. Dezember 1871 den Hafen von Boston und erreichte im August 1872 den Hafen von San Francisco. Auf der Fahrt Richtung Kap Horn kam es durch Tiefseefischerei zu ersten Entdeckungen bei Saint Thomas. Neben Forschungen direkt auf dem Schiff forschte die Crew einige Tage im Inland in der Region der Magellanstraße. Die meiste Zeit dort wurde mit der Beobachtung von Gletschern verbracht.
Die Ergebnisse der Reise wurden hauptsächlich von Louis Agassiz, Theodore Lyman und L. F. de Pourtalès publiziert.